# لوغوتي
لوغوتي (إنديانا) (بالإنجليزية: Loogootee, Indiana)‏ هي مدينة تقع في الولايات المتحدة في مقاطعة مارتن (إنديانا). يقدر عدد سكانها بـ 2,751 نسمة ومساحتها 4.07 كم2 وترتفع عن سطح البحر 164 متر.

## التركيبة السكانية
قام مكتب تعداد الولايات المتحدة بتحديد بيانات التركيبة السكانية للوغوتيفي تعداد الولايات المتحدة. في ما يلي، التركيبة السكانية حسب تعدادي 2000 و2010.

### تعداد عام 2000
بلغ عدد سكان لوغوتي 2,741 نسمة بحسب تعداد عام 2000، وبلغ عدد الأسر 1,226 أسرة وعدد العائلات 712 عائلة مقيمة في المدينة. في حين سجلت الكثافة السكانية 1,750.5 نسمة لكل ميل مربع (675.9/كم2). وبلغ عدد الوحدات السكنية 1,337 وحدة بمتوسط كثافة قدره 853.8 نسمة لكل ميل مربع (329.7/كم2).
وتوزع التركيب العرقي للمدينة بنسبة 99.05% من البيض و 0.11% من الأمريكيين الأصليين و 0.33% من الأمريكيين ذوي الأصول الآسيوية و 0.04% من الأمريكيين الأفارقة و 0.44% من عرقين مختلطين أو أكثر.
بلغ عدد الأسر 1,226 أسرة كانت نسبة 67.3% منها لديها أطفال تحت سن الثامنة عشر تعيش معهم، وبلغت نسبة الأزواج القاطنين مع بعضهم البعض 83.4% من أصل المجموع الكلي للأسر، ونسبة 5.8% من الأسر كان لديها معيلات من الإناث دون وجود شريك، وكانت نسبة 11.9% من غير العائلات. تألفت نسبة 10.0% من أصل جميع الأسر من أفراد ونسبة 7.1% كانوا يعيش معهم شخص وحيد يبلغ من العمر 65 عاماً فما فوق. وبلغ متوسط حجم الأسرة المعيشية 4.04، أما متوسط حجم العائلات فبلغ 3.20.
بلغ العمر الوسطي للسكان 41 عاماً. وكانت نسبة 35.7% من القاطنين تحت سن الثامنة عشر، وكانت نسبة 4.5% بين الثامنة عشر والأربعة وعشرون عاماً، ونسبة 22.6% كانت واقعةً في الفئة العمرية ما بين الخامسة والعشرون حتى والأربعة وأربعون عاماً، ونسبة 20.5% كانت ما بين الخامسة والأربعون حتى الرابعة والستون، ونسبة 14.7% كانت ضمن فئة الخامسة والستون عاماً فما فوق. يوجد لكل 100 أنثى 92.8 ذكر، ويوجد لكل 100 أنثى في الثامنة عشر من عمرها فما فوق 87.8 ذكر.
بلغ متوسط دخل الأسرة في المدينة 30,492 دولار، أما متوسط دخل العائلة فبلغ 37,625 دولار. وكان متوسط دخل الذكور 30,660 دولار مقابل 21,490 دولار للإناث. وسجل دخل الفرد الخاص بالمدينة 17,321 دولار. وكانت نسبة 13.1% من العائلات ونسبة 16.4% من السكان تحت خط الفقر، وكان من هؤلاء نسبة 23.2% تحت سن الثامنة عشر ونسبة 10.7% في الخامسة والستين من العمر وما فوق.

### تعداد عام 2010
بلغ عدد سكان لوغوتي 2,751 نسمة بحسب تعداد عام 2010، وبلغ عدد الأسر 1,206 أسرة وعدد العائلات 709 عائلة مقيمة في المدينة. في حين سجلت الكثافة السكانية 1,752.2 نسمة لكل ميل مربع (676.5/كم2). وبلغ عدد الوحدات السكنية 1,324 وحدة بمتوسط كثافة قدره 843.3 لكل ميل مربع (325.6/كم2).
وتوزع التركيب العرقي للمدينة بنسبة 98.3% من البيض و 0.2% من الأمريكيين الأصليين و 0.3% من الأمريكيين ذوي الأصول الآسيوية و 0.1% من الأمريكيين الأفارقة و 0.5% من عرقين مختلطين أو أكثر.
بلغ عدد الأسر 1,206 أسرة كانت نسبة 28.6% منها لديها أطفال تحت سن الثامنة عشر تعيش معهم، وبلغت نسبة الأزواج القاطنين مع بعضهم البعض 42.4% من أصل المجموع الكلي للأسر، ونسبة 11.9% من الأسر كان لديها معيلات من الإناث دون وجود شريك، بينما كانت نسبة 4.6% من الأسر لديها معيلون من الذكور دون وجود شريكة وكانت نسبة 41.2% من غير العائلات. تألفت نسبة 37.1% من أصل جميع الأسر من أفراد ونسبة 14.7% كانوا يعيش معهم شخص وحيد يبلغ من العمر 65 عاماً فما فوق. وبلغ متوسط حجم الأسرة المعيشية 2.95، أما متوسط حجم العائلات فبلغ 2.25.
بلغ العمر الوسطي للسكان 40.4 عاماً. وكانت نسبة 23.4% من القاطنين تحت سن الثامنة عشر، وكانت نسبة 8.1% بين الثامنة عشر والأربعة وعشرون عاماً، ونسبة 23.4% كانت واقعةً في الفئة العمرية ما بين الخامسة والعشرون حتى والأربعة وأربعون عاماً، ونسبة 28.1% كانت ما بين الخامسة والأربعون حتى الرابعة والستون، ونسبة 17.1% كانت ضمن فئة الخامسة والستون عاماً فما فوق. وتوزع التركيب الجنسي للسكان بنسبة 47.7% ذكور و52.3% إناث.